# 私の運命
『私の運命』（わたしのうんめい）は、1994年（平成6年）10月11日から1995年（平成7年）3月21日まで、毎週火曜日21時から21時54分（JST）にTBS系列で放送された日本のテレビドラマである。放送回数は全21回。

## あらすじ
佐藤千秋は就職4年目の24歳の時、鈴木次郎と婚約。
挙式を直前に控えたある日、次郎は企業の健康診断で肺に異常が認められ再検査となり、千秋の兄である守が勤務する大学病院へ。喫煙しない事もあり、大したことないだろうとたかをくくっていた次郎だが、担当医となった外科医、片桐から病状は予想以上に悪化していると告げられる。そしてその片桐は、自身の出世と医学の研究の為なら患者を実験台にしてスポイルすることも厭わない冷酷な男。その態度に、千秋の兄・守は不安を隠しきれない。そして次郎は入院した病院で､高校時代の恋人だった後藤里美と再会。彼女は片桐の愛人でもあった。
結婚するか破棄するか。遺児を産むか中絶するか。さまざまな選択肢を迫られる千秋は、兄の守と血が繋がっていないという事実、次郎と里美の過去なども知ることとなる。17話から18話の間に6年の月日がたつ。

## キャスト
佐藤千秋（Vol.11以降は鈴木千秋）
演：坂井真紀
メインキャスト。昭和45年度生まれ。2歳の頃、母が家を出る形で両親が離婚（その後、母には会ってない）9歳で父と死別。当時、大学生だった兄の守に育てられる事になる。61年度に高校に入学。そして短大卒業後はサントス建設へ就職。受付へ配属されていた。婚約者の次郎の発病、同時に妊娠の判明、兄と血が繋がっていないという真実を知って戸惑う。次郎の死後に出産。次郎の母・真理子と同居し、次第に強さを身につけてゆく。
鈴木次郎
演：東幹久
メインキャスト。母と二人暮らしで東京大学卒業後、有名企業であるサントス建設に就職（時期は不明だが父とは死別）。千秋と婚約直後に肺がんが発覚。やや脆い面があり、挙式後に余命を知って自棄になり､暴れたこともある。死期を悟った本人や千秋の希望もあり、守の尽力で帰宅を果たす。逗子の海岸へ千秋と出かけ、そこで死を迎えた。
その後、次郎と千秋の息子・昇が手術後の副作用で死線をさまよい、千秋は病室の外で無事を願うしかなかった時、昇と千秋の夢枕に現れる。昇には「僕、死んじゃうの？」の言葉に対し「ママをひとりにしちゃダメだろ」と告げ、結果的に昇を病魔の手から守り切る役割を果たした。千秋には昇を連れて現れ「千秋らしさを失わず、幸せになってくれ」とのメッセージを残すとともに昇を引き渡し3人で手をつないで空を見上げている最中に消えた。それが妻と息子のもとに現れた最初で最後の機会となった。
登場はVol.1～17と最終回。
片桐俊太郎
演：佐野史郎
東洋医科歯科大学付属病院第一外科助教授。医師の中のメインキャスト。趣味はオペラ鑑賞。手術中はオペラ曲の≪「椿姫」乾杯の歌(第一幕)≫を聞いて手術を執刀している。重村の弟子。天才的な腕前を持つ外科医として名高く重村の後継者として次期教授に事実上内定していたが、冷淡な印象を持ち、患者に対しての実験まがいの治療・湯本、そして里美と次々に愛人関係を持つなど、問題行為も多い。次郎に対して認可申請中の抗がん剤を実験的におこなった事が彼の死を早めたとして真理子から報復を受けた末失脚、妻と離婚。米沢中央病院外科部長へ左遷されていた。6年後自身もかなり重い肺がんに蝕まれていた事もあり、守の頼みに応じて昇の手術を成功させた直後、守に自分が肺がんであることを告げ、後輩の医師たちの勉強のために自分の体をトライアルの対象とし、本間に執刀を依頼し、本人の希望で大勢のインターン達の前で自らの手術を受ける。執刀した本間が左心房にサテンスキー鉗子をかける際に腫瘍塞栓を作り危険な状態になり、守がメスを奪い取って懸命の応急措置を施すもその甲斐なく死亡。遺体は本人の希望で大学病院に献体された。
園部陽一（Vol.19から）
演：東幹久（2役）
製薬会社の社長の息子だったが、自社が開発中だった抗がん剤・キジマリンが認可されず、多額の負債を抱えた両親が心中したのは真理子の起こした事件が原因だと考え憎悪する。「中山」という偽名で真理子と千秋に接近し詐欺行為をおこなう。最終回で仲間割れにより殺害された。
後藤里美（Vol.17以降は佐藤里美）
演：常盤貴子
大学病院勤務のナース。次郎とは高校の同級生で在学中、恋人同士だったこともある。医学部への進学を希望していたが、経済的理由で断念し看護学校へ。就職後、片桐に愛人として囲われていたが、次郎との再会・守との急接近で関係を清算。守と結婚後、医師を目指す。しかし結婚して間もなく守との関係は冷めきり、昇の手術後離婚。
佐藤守
演：段田安則
昭和31年頃生まれ。少年期に実父と死別。実母は再婚直後に死去。その時点で実母の配偶者であった男と正式に養子縁組をしたという過去を持つ。中学生の頃に養父の再婚・離婚・血の繋がらない妹、千秋の誕生などを経験。医大5年次に養父が死去した為、千秋の保護者となり、卒業した大学の附属病院に助手として就職。片桐とは同門・同期。人情味あふれる性格で片桐とは正反対の患者思いの医師。やや身なりと食生活に無頓着な面がみられる（好物はラーメン）。養父から口止めされていた為、長年に渡って千秋と血縁がない事を隠して来たが、彼女の結婚式の時に皆の前で打ち明ける。
当初より片桐の次郎に対する診断に疑問を持ち手術に反対。手術後に再発を知って自暴自棄となり千秋を傷つけた次郎を（医師としてその心情を理解しつつも）一発殴りそのもろさを戒めた。キジマリンの副作用により回復が見込めなくなったことで片桐から見捨てられた格好となった次郎を引き受け、無事帰宅にこぎつけて穏やかな最期を迎えさせる手助けをする。その後失脚した片桐に代わる形で、外科主任教授・重村の後継者となり教授に就任。
中盤で里美と結婚するもその直後から医師を志望する彼女との関係は冷え切り、さらに甥・昇の癌発症を知り内科治療を試みるもその経過が芳しくないと知ると片桐を訪ね昇の手術執刀を依頼した。
手術の成功後、片桐に「俺はもうメスを握らない」との決意を伝え後任教授への就任と里美との結婚を懇願するもそこで片桐の癌発症を知らされ執刀を頼まれる。結局片桐の死後に教授を退任して大学を去り（里美とも離婚）、地方のホスピスに新天地を求めた。
片桐に比べると野暮ったい雰囲気の男だったが教授就任後は一転してスマートな感じとなった。しかし教授を退任してホスピスに転じた後はもとの雰囲気に戻っていた。
重村武
演：佐々木勝彦
東洋医科歯科大学第一外科主任教授。後任は守。
山田克雄
演：田口浩正
大学病院へ出入りするショウエイ製薬会社の営業担当。真理子の事件後、ショウエイが倒産し、ラバンス製薬に鞍替えする。病院周辺の情報に詳しく、破綻前の「中山」とも接触があった様子。
北村早苗
演：西牟田恵
サントス建設の社員で千秋と同期入社。一緒に受付に配属されていた。
服部広志
演：佐戸井けん太
サントス建設の社員で次郎の上司。
若林修
演：米岡功樹
本間健次
演：近藤芳正
片桐の取り巻きだったが次郎のキジマリン投与の一件が原因で決別。守が教授に就任後は助教授に収まる。片桐の癌手術の執刀医となるが致命的なミスを犯して死なせてしまう。守の退任後は後任の教授となる。
片桐と違い、山田のことは毛嫌いし迷惑がっている。
中川誠
演：葛山信吾
吉田育恵
演：真瀬樹里
大学病院のナース。
水田さおり
演：遊井亮子
大学病院のナース。
山口光夫（Vol.17から）
演：渡辺いっけい
有機野菜の販売業者。妻と死別後、娘と二人暮らしをしている。取引で知り合った千秋と再婚話が浮上（のちに再婚したかどうかは明言されていない）。彼女が「中山」に騙された時は様々な法的処置を執るとともに出店拡大による損害圧縮の手筈を全て整え、被害を最小限に抑えるアシストをした。
すべてが終わってから改めて千秋にプロポーズするも、それまでの多くの出来事や様々な人たちとの出会い・別れを通して千秋が得た“強く生きたい”との思いから断られる。それでも彼自身はその気持ちを受け入れつつ「私は、あなたを愛し続けます」とこれまでどおりの関わり方で千秋母子を支える決意を改めて告げた。
湯本晶子
演：山村美智子
大学病院の看護主任。片桐の元愛人だったこともあり、部下の里美にやや辛辣な態度がみられる。6年後は看護婦長に。昇が入院した時に、過去の事件を気にする真理子を取りなすも、ナースセンターで陰口を叩いていた。
鈴木昇
演：益田圭太（Vol.17から）
次郎と千秋の息子。次郎の死後に生まれている。命名の由来は、次郎が死の直前に発した「日が昇る」から。のちに重大な病気（神経芽細胞腫）が発覚し、片桐による手術を受けることになる。
山口絵美
演：鈴木夕佳（Vol.17から）
光夫の娘。母を亡くしている。昇の姉になろうとする。
久保寛子
演：深浦加奈子
中盤にて、真理子が救いを求め入信した新興宗教の信者。
渡辺佳菜子
演：七瀬なつみ
守が行きつけの居酒屋経営者。
鈴木真理子
演：野際陽子
次郎の母。次郎が生まれる前に死産をした経験、次郎の父の死後、女手ひとつで次郎を育てた事などから、やや息子に固執する面がみられ、千秋に暴言を吐いた事もあるが、他は物わかりの良い愛すべき性格。次郎の肺癌を心配するあまり新興宗教に走り熱心な信者となる。多額のお布施をする。次郎の死の直後、片桐に対しての傷害事件を起こしてしまう。千秋とは実の母娘以上の絆を構築したが、昇の手術成功・小学校入学を見届けると、医療関連の施設に住み込みで働く道を選択。

## スタッフ
- 脚本：大石静
- 音楽：熊谷幸子
- 演出：福澤克雄、伊佐野英樹、北川雅一、土井裕泰、生野慈朗[注釈 2]
- プロデュース：貴島誠一郎、植田博樹
- 演出補：佐々木雅之、北川雅一、土井裕泰
- プロデュース補：北川雅一（第1クール）、徳永裕久（第2クール）
- 音楽協力：日音
- 製作著作：TBS

## 主題歌
共に松任谷由実
「砂の惑星」（Vol.1〜Vol.11）
最終回では挿入歌として使われた。
「命の花」（Vol.12〜最終回）

## 受賞歴
- 第4回ザテレビジョンドラマアカデミー賞[1]
  - 脚本賞（大石静）
  - 監督賞（福澤克雄､伊佐野英樹､北川雅一､土井裕泰）
  - タイトルバック賞（福澤克雄）

## 放送日程
| 各話   | 放送日         | サブタイトル                 | 演出       | 視聴率 | 備考                                                              |
| ------ | -------------- | ---------------------------- | ---------- | ------ | ----------------------------------------------------------------- |
| Vol.1  | 1994年10月11日 | 悲劇の婚約者                 | 福澤克雄   | 15.9%  |                                                                   |
| Vol.2  | 1994年10月18日 | 死の告知                     | 福澤克雄   | 14.6%  |                                                                   |
| Vol.3  | 1994年10月25日 | 誰にも言えない秘密           | 伊佐野英樹 | 11.8%  |                                                                   |
| Vol.4  | 1994年11月1日  | 手術前に彼は別れようと言った | 伊佐野英樹 | 12.1%  |                                                                   |
| Vol.5  | 1994年11月8日  | 兄と妹、涙の純情物語         | 福澤克雄   | 16.2%  |                                                                   |
| Vol.6  | 1994年11月15日 | 母が信じる霊能力者           | 北川雅一   | 16.1%  |                                                                   |
| Vol.7  | 1994年11月22日 | 結婚にふさわしい条件         | 北川雅一   | 16.3%  |                                                                   |
| Vol.8  | 1994年11月29日 | 禁じられた遊び               | 土井裕泰   | 13.8%  |                                                                   |
| Vol.9  | 1994年12月6日  | 愛から友達に変わる時         | 土井裕泰   | 13.4%  |                                                                   |
| Vol.10 | 1994年12月13日 | 涙が止まらない結婚式         | 福澤克雄   | 14.4%  |                                                                   |
| Vol.11 | 1994年12月20日 | 再発そして次郎の告知         | 伊佐野英樹 | 11.3%  |                                                                   |
| Vol.12 | 1995年1月10日  | 死を目前にした家庭内暴力     | 福澤克雄   | 14.3%  | タイトルロゴと主題歌変更                                          |
| Vol.13 | 1995年1月24日  | 愛する自信を失う言葉         | 北川雅一   | 12.5%  | この前週に阪神・淡路大震災発生 以後、放送スケジュールが一週遅れる |
| Vol.14 | 1995年1月31日  | お兄ちゃん、次郎を殴る       | 土井裕泰   | 13.7%  |                                                                   |
| Vol.15 | 1995年2月7日   | 遺言                         | 伊佐野英樹 | 15.1%  |                                                                   |
| Vol.16 | 1995年2月14日  | 次郎の死                     | 福澤克雄   | 14.2%  |                                                                   |
| Vol.17 | 1995年2月21日  | 涙の遺書と母の復讐           | 土井裕泰   | 18.8%  |                                                                   |
| Vol.18 | 1995年2月28日  | 最愛の子供が消えた日         | 生野慈朗   | 17.5%  |                                                                   |
| Vol.19 | 1995年3月7日   | 新しい恋                     | 北川雅一   | 15.8%  |                                                                   |
| Vol.20 | 1995年3月14日  | 仮面                         | 伊佐野英樹 | 17.3%  |                                                                   |
| 最終回 | 1995年3月21日  | 私自身のために               | 福澤克雄   | 18.1%  | 2時間スペシャル                                                   |

- 視聴率はいずれも関東地区のもの[2]。
- 第13話の元々の放送予定日だった1995年（平成7年）1月17日は阪神・淡路大震災発生による報道特別番組のために休止となり、当初全22話としていた放送スケジュールが1週ずつ遅れることになった。3月21日の最終回は21話と22話を合わせて2時間スペシャルとして残り2話分を放送し、当時22時台に放送されていた『ジャングルTV タモリの法則』（毎日放送制作）を休止する措置をとった。

## ソフト・配信状況
- 『私の運命 VIDEO SPECIAL 1 悲劇の婚約者』（1995年7月28日、ビクターエンタテインメント）
- 『私の運命 VIDEO SPECIAL 2 次郎の死』（1995年7月28日、ビクターエンタテインメント）
- 『私の運命 VIDEO SPECIAL 3 運命の選択』（1995年8月16日、ビクターエンタテインメント）
  - このドラマは全21話だが、大幅に内容をカットしVIDEO SPECIALとしてダイジェスト版全3巻にまとめられている。理由は不明。全話収録版のビデオ・DVDも未発売である。

- 現在はU-NEXTにて全話配信中[注釈 3]。